# Shankaracharya

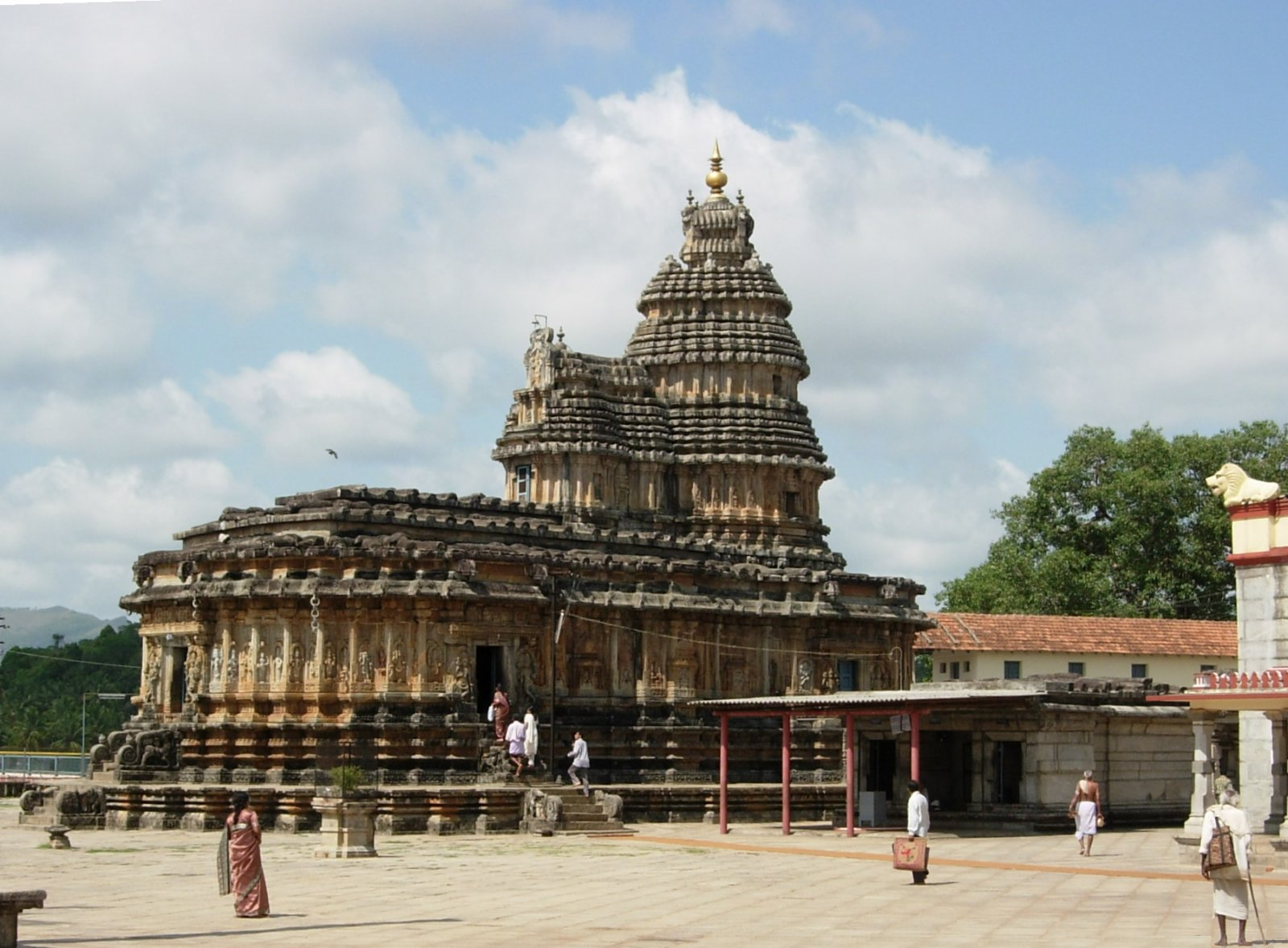
Le temple Vidyashankara, à Shringeri, au Karnataka (Inde)

Shankaracharya (sanskrit IAST : śaṃkarācārya) est tout d'abord un des noms attribués à Adi Shankara, un des plus célèbres maîtres spirituels de l'hindouisme et grand philosophe de l'Advaïta védanta.
Afin de perpétuer l'enseignement de ce dernier, Shankara créa aux quatre points cardinaux de l'Inde quatre Matha, ou monastères (Jyotir Math, Dwarka, Purî et Shringeri) et plaça à leur tête ses quatre principaux disciples (Sureshwara, Hastamalaka, Padmapada et Totaka) qui reçurent chacun le titre de Shankaracharya.
Institué dans la plus pure tradition de l'enseignement de maître à disciple, l'établissement de ces quatre foyers de l'Advaita Vedanta donna naissance à une longue lignée de Shankaracharyas toujours vivante aujourd'hui,.
Au XXIe siècle les quatre shankaracharyas de l'Inde ont un grand prestige et profonde influence dans l'Hindouisme religieux, tout en évitant soigneusement tout engagement politique.